# Deposizione di Cristo (Tiziano Parigi)
La Deposizione di Cristo è un dipinto a olio su tela (148x212 cm) di Tiziano, databile al 1520 circa e conservato nel Museo del Louvre a Parigi.

## Storia
L'opera proviene dalle collezioni Gonzaga, acquistate nel 1627 da Carlo I d'Inghilterra. Alla morte del re le opere d'arte vennero messe all'asta da Cromwell e la Deposizione, in particolare, fu acquistata dal banchiere parigino Jabach e in seguito da Luigi XIV, nel 1662.
Come datazione la critica propone solitamente il 1525 circa, non essendo citata da nessun documento. Ammettendo l'originaria commissione da parte dei Gonzaga, la tela non è menzionata nel ricco epistolario, quindi non è riconducibile né a Isabella d'Este, né a Federico Gonzaga. Di solito è comunque indicata come una delle prime opere richieste da Federico a Tiziano, che il 2 febbraio 1523 scrisse allo zio Alfonso I d'Este affinché lasciasse libero l'artista da altri incarichi a Ferrara.
Ne esiste una replica giudicata successiva, forse autografa, già in collezione Torrigiani.

## Descrizione e stile
Il Cristo morto è trasportato verso il sepolcro da tre uomini che lo tengono per le spalle (Nicodemo), per le gambe (Giuseppe d'Arimatea) e per le braccia (Giovanni apostolo). Assistono alla scena, toccate dal dolore, la Madonna e Maria Maddalena, che la sorregge.
La composizione è triangolare per rendere lo sforzo nel trasportare il pesante corpo morto. Tiziano utilizzò abilmente la direzione della luce per evidenziare la dinamica del movimento di trasporto verso destra. Il più forte contrasto di luci e ombre si concentra sul corpo di Cristo, facendone il fulcro della composizione. Gli occhi dell'osservatore sono infatti attratti dalla macchia chiara delle gambe e del sudario, per poi ricercare la parte superiore del corpo, che giace nelle tenebre. L'ombra anticipa in un certo senso l'oscurità del sepolcro, rappresentando simbolicamente, con efficacia, il tema della morte.
Nonostante il ritmo tragicamente spezzato, l'opera di Tiziano mantiene quella spontaneità e quella scioltezza dei bassorilievi classici: inevitabile appare allora il confronto con le coeve opere su questo tema di Pontormo e Rosso Fiorentino, per sottolineare ancora maggiormente la "classicità" del pittore veneto.